# Locketidium stuarti
Locketidium stuarti är en spindelart som beskrevs av Nikolaj Scharff 1990. Locketidium stuarti ingår i släktet Locketidium och familjen täckvävarspindlar.
Artens utbredningsområde är Tanzania. Inga underarter finns listade i Catalogue of Life.